# Campeonato Mundial de Halterofilismo de 2013 - Mais de 105 kg masculino
A categoria mais105 kg masculino foi um evento do Campeonato Mundial de Halterofilismo de 2013, disputado no Salão do Centenário, em Breslávia, na Polónia, entre 26 e 27 de outubro de 2013. 

## Calendário
Horário local (UTC+2)
| Dia           | Horário | Fase    |
| ------------- | ------- | ------- |
| 26 de outubro | 10:00   | Grupo C |
| 27 de outubro | 10:00   | Grupo B |
| 27 de outubro | 15:55   | Grupo A |

## Medalhistas
| Evento    | Ouro                 | Ouro   | Prata                | Prata  | Bronze                | Bronze |
| --------- | -------------------- | ------ | -------------------- | ------ | --------------------- | ------ |
| Arranque  | Ruslan Albegov (RUS) | 209 kg | Bahador Molaei (IRI) | 203 kg | Aleksey Lovchev (RUS) | 200 kg |
| Arremesso | Bahador Molaei (IRI) | 255 kg | Ruslan Albegov (RUS) | 255 kg | Artem Udachyn (UKR)   | 232 kg |
| Total     | Ruslan Albegov (RUS) | 464 kg | Bahador Molaei (IRI) | 458 kg | Aleksey Lovchev (RUS) | 430 kg |

## Recordes
Antes desta competição, o recorde mundial da prova era o seguinte:
| Recorde         | Tipo      | Atleta                  | Peso   | Local  | Data                   |
| Recorde Mundial | Arranque  | Behdad Salimi (IRI)     | 214 kg | Paris  | 13 de novembro de 2011 |
| Recorde Mundial | Arremesso | Hossein Rezazadeh (IRI) | 263 kg | Atenas | 25 de agosto de 2004   |
| Recorde Mundial | Total     | Hossein Rezazadeh (IRI) | 472 kg | Sydney | 26 de setembro de 2000 |

## Resultado
Os resultados foram os seguintes. 
| Pos.              | Atleta                     | Grupo | Peso   | Arranque (kg) | Arranque (kg) | Arranque (kg) | Arranque (kg)     | Arremesso (kg) | Arremesso (kg) | Arremesso (kg) | Arremesso (kg)    | Total |
| Pos.              | Atleta                     | Grupo | Peso   | 1             | 2             | 3             | Resultado         | 1              | 2              | 3              | Resultado         | Total |
| ----------------- | -------------------------- | ----- | ------ | ------------- | ------------- | ------------- | ----------------- | -------------- | -------------- | -------------- | ----------------- | ----- |
| Medalha de ouro   | Ruslan Albegov (RUS)       | A     | 153.69 | 197           | 205           | 209           | Medalha de ouro   | 242            | 255            | 255            | Medalha de prata  | 464   |
| Medalha de prata  | Bahador Molaei (IRI)       | A     | 137.96 | 195           | 200           | 203           | Medalha de prata  | 241            | 255            | 261            | Medalha de ouro   | 458   |
| Medalha de bronze | Aleksey Lovchev (RUS)      | A     | 129.25 | 191           | 196           | 200           | Medalha de bronze | 230            | 240            | —              | 5                 | 430   |
| 4                 | Mohamed Ihsan (EGY)        | A     | 149.73 | 180           | 185           | 188           | 8                 | 231            | 240            | 240            | 4                 | 416   |
| 5                 | Yauheni Zharnasek (BLR)    | A     | 150.62 | 190           | 196           | 197           | 5                 | 220            | 225            | 226            | 7                 | 416   |
| 6                 | Péter Nagy (HUN)           | A     | 155.62 | 185           | 185           | 191           | 4                 | 220            | 227            | 228            | 10                | 411   |
| 7                 | Fernando Reis (BRA)        | A     | 138.41 | 182           | 182           | 188           | 10                | 223            | 228            | 230            | 6                 | 410   |
| 8                 | Ai Yunan (CHN)             | A     | 147.23 | 180           | 185           | 190           | 7                 | 220            | 220            | 225            | 8                 | 410   |
| 9                 | Daniel Dołęga (POL)        | A     | 123.11 | 177           | 184           | 184           | 9                 | 217            | 222            | 222            | 11                | 401   |
| 10                | Hayk Hakobyan (ARM)        | B     | 127.32 | 175           | 183           | 186           | 6                 | 205            | 215            | 215            | 13                | 401   |
| 11                | George Kobaladze (CAN)     | B     | 139.62 | 166           | 172           | 174           | 14                | 218            | 223            | 228            | 9                 | 397   |
| 12                | Kornel Czekiel (POL)       | A     | 105.37 | 172           | 177           | 179           | 11                | 215            | 220            | 224            | 12                | 392   |
| 13                | Freddy Rentería (COL)      | B     | 156.49 | 170           | 175           | 179           | 13                | 210            | 210            | 210            | 15                | 385   |
| 14                | Kazuomi Ota (JPN)          | B     | 145.30 | 172           | 176           | 178           | 12                | 205            | 205            | 205            | 16                | 381   |
| 15                | Caine Wilkes (USA)         | B     | 133.80 | 168           | 173           | 174           | 17                | 210            | 217            | 217            | 14                | 378   |
| 16                | Selimkhan Abubakarov (KAZ) | B     | 135.82 | 162           | 170           | 175           | 16                | 192            | 200            | 200            | 18                | 370   |
| 17                | Anderson Calero (ECU)      | B     | 152.05 | 160           | 167           | 170           | 18                | 190            | 197            | 204            | 19                | 364   |
| 18                | Igor Olshanetskyi (ISR)    | B     | 124.73 | 155           | 161           | 167           | 19                | 191            | 191            | 200            | 17                | 361   |
| 19                | Teemu Roininen (FIN)       | C     | 132.03 | 147           | 147           | 151           | 21                | 189            | 196            | 200            | 20                | 336   |
| 20                | Eero Oja (FIN)             | C     | 122.76 | 145           | 150           | 152           | 20                | 185            | 192            | 195            | 21                | 335   |
| 21                | Sandeep Kumar (IND)        | C     | 138.18 | 140           | 145           | 145           | 22                | 185            | 195            | 195            | 22                | 330   |
| 22                | Lewis Chua (SIN)           | C     | 125.67 | 126           | 126           | 130           | 23                | 160            | 160            | 168            | 23                | 286   |
| 23                | Scott Wong (SIN)           | C     | 113.05 | 120           | 125           | 125           | 24                | 150            | 150            | 150            | 24                | 275   |
| —                 | Christian López (GUA)      | B     | 142.23 | 172           | 176           | 176           | 15                | 213            | 213            | 213            | —                 | —     |
| —                 | Artem Udachyn (UKR)        | A     | 169.35 | 193           | 193           | 195           | —                 | 232            | 241            | 242            | Medalha de bronze | —     |
| DSQ               | Sergei Dolgalev (KGZ)      | B     | 113.73 | 165           | 170           | 172           | —                 | 190            | 200            | 200            | —                 | —     |